# 1936
1936 (MCMXXXVI) var ett skottår som började en onsdag i den gregorianska kalendern.

## Händelser

### Januari
- 1 januari
  - Ljungby får stadsprivilegium.
  - Dansfilmen Top Hat med Fred Astaire och Ginger Rogers har biopremiär i Sverige [1].
- 8 januari – Enligt rapport till Medicinalstyrelsen finns det 13 spetälska i Sverige [2].
  - Iran inleder reformprogrammet Kashf-e hijab, med målet att avskaffa slöjan, som ett led i sin moderniseringspolitik.
- 13 januari – Den amerikanska långfilmen Anna Karenina, med Greta Garbo i titelrollen, har biopremiär i Sverige [3].
- 16 januari – Den svenska stiftelsen Solstickan bildas. Överskottet på försäljning av tändsticksaskar med etikett ritad av Einar Nerman skall gå till kroniskt sjuka barn och gamla [2].
- 20 januari – Vid Georg V:s död efterträds han som kung av Storbritannien av sin son Edvard VIII.  Den 11 december samma år abdikerar han, för att kunna gifta sig med sin älskarinna Wallis Simpson.
- 23 januari – Kvarngatan 6 i Stockholm var adressen där tårgas användes för första gången för att oskadliggöra en dubbelmördare som barrikaderat sig i en lägenheten. Tårgasen, bromaceton, sprutades in i lägenheten med hjälp av en insektsspruta försedd med gummislang som stoppades in i nyckelhålet. Man bröt sig sedan in i lägenheten, men dubbelmördaren hade skjutit sig och avled på väg till sjukhuset.

### Februari

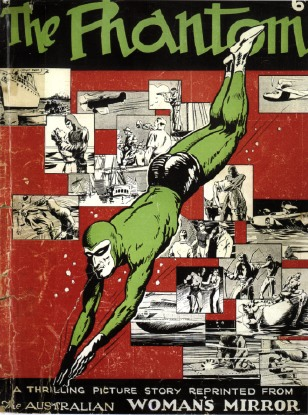
Fantomen

- 5 februari –  Charlie Chaplins långfilm Moderna tider har biopremiär i USA [3].
- 6 februari – De 4:e olympiska vinterspelen invigs i Garmisch-Partenkirchen, med de första olympiska tävlingarna i alpin skidåkning som nyhet [3].
- 15 februari – I Berlin presenteras Adolf Hitler den första Volkswagenbilen på en bilutställning. Bilmodellen byggs på uppdrag av Adolf Hitler [3].
- 16 februari – De spanska vänsterpartierna, som gått samman i "folkfronten", skördar stora valframgångar och kan bilda spansk regering [1].
- 18 februari – Lee Falks tecknade serie "Fantomen" publiceras för första gången i New York Journal [3].
- 26 februari – Volkswagenfabriken öppnas i Tyskland.
  - Ett kuppförsök i Japan misslyckas, men resulterar i praktiken ändå till att militären för övertaget över den civila regeringen.
- 29 februari – Den abessinska nordarmén på 25 000 man krossas under Italiens offensiv [3].

### Mars
- 7 mars – Tyskland återtar demilitasierade Rhenlandet i strid med Versaillesfreden [3] och Adolf Hitler förklarar Locarnopakten från oktober 1925 upphävd [4].
- 10 mars – Storbritannien ökar militäranslagen [4].
- Mars – I Sverige bildas "Hembiträdesföreningarnas samarbetskommité" på initiativ av Hanna Grönvall [5].

### April
- 1 april – Österrike inför allmän värnplikt [4].
- 2 april – Elektrifieringen av norra stambanan är klar i och med att sträckan Bollnäs–Ånge öppnas för elektrisk trafik [2].
- 15 april – Charlie Chaplins film Moderna tider har svensk premiär i Stockholm [6].
- 20 april – Upplopp utbryter bland araberna i Palestina, som protesterar mot talrik judisk invandring [3]. Flera personer dödas [1].
- 28 april – 16-årige Faruk blir kung av Egypten [3].
- April – Anna Haijby skriver till Stockholms rådhusrätt och begär skilsmässa, eftersom hon hävdar, att hennes man Kurt har varit otrogen med svenske kungen, Gustaf V.

### Maj

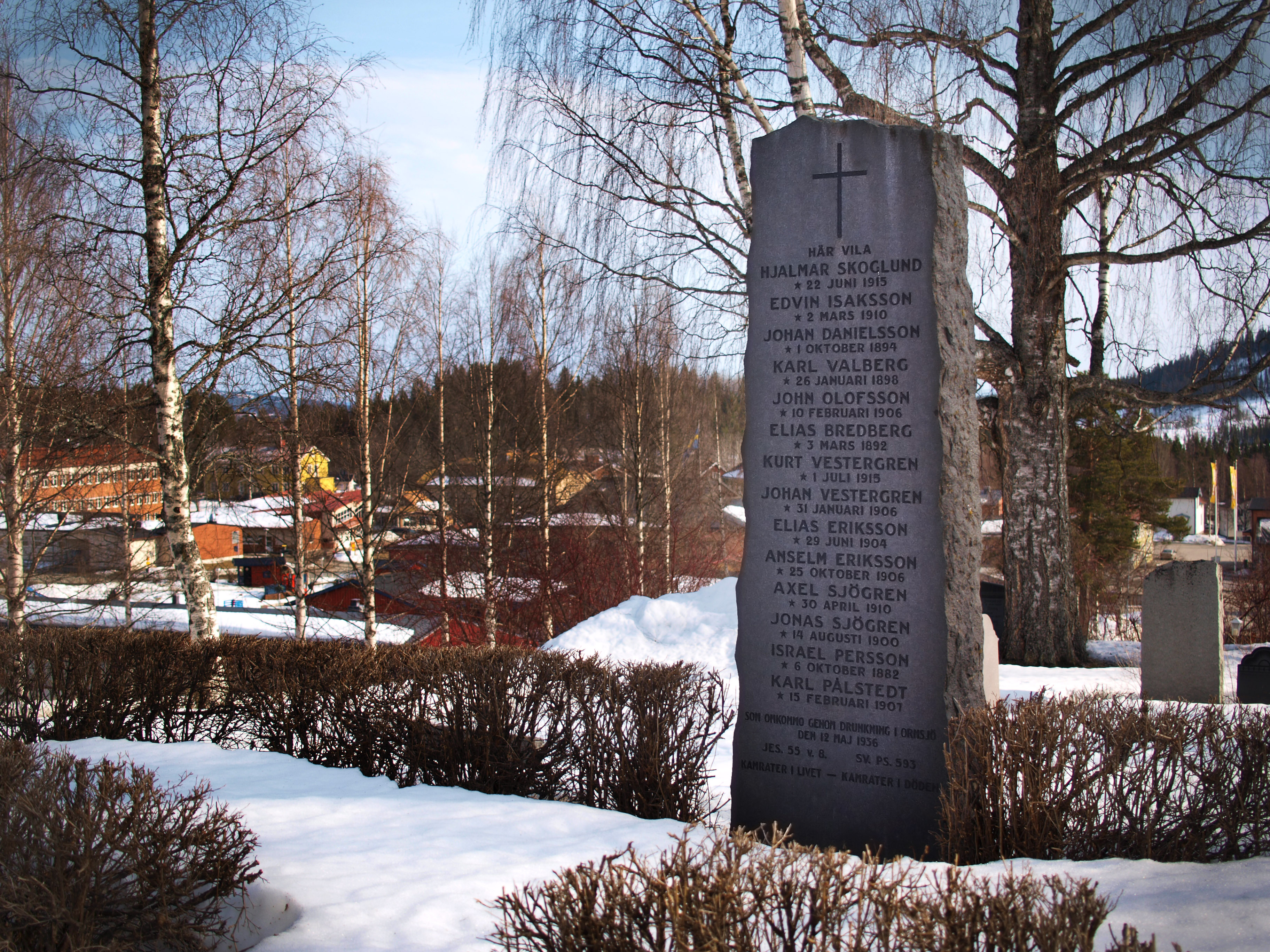
Ormsjöolyckan

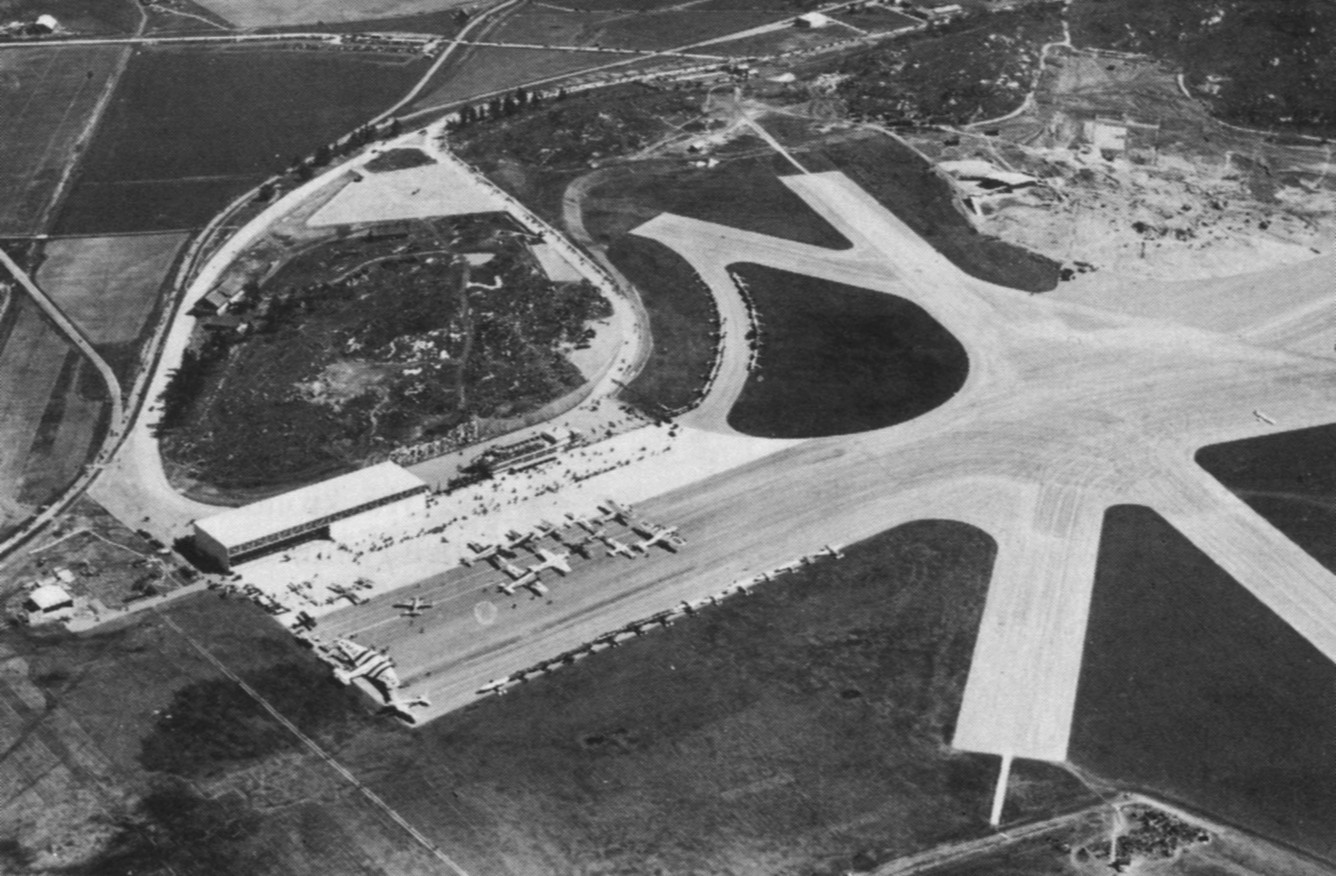
Stockholm-Bromma flygplats

- 2 maj – Hovfunktionärer kallar till krismöte, vilket leder till Haijbyaffären, då det svenska hovet 1936-1947 betalar 250 000 kronor till Kurt Haijby, för att han inte skall avslöja något.
- 5 maj – Italienska soldater går in i Addis Abeba [1].
- 9 maj – Efter att Italien formellt annekterat Abessinien förklarar Benito Mussolini kriget avslutat [3].
- 12 maj
  - Sanktionerna mot Italien upphävs [4].
  - Ormsjöolyckan i södra Lappland kräver 14 timmerflottares liv då deras motorbåt kapsejsar.
- 21 maj – Sveriges riksdag beslutar att den obligatoriska 6-åriga folkskolan i Sverige skall förlängas med ett läsår [3].
- 23 maj – Stockholms första reguljära flygplats på land invigs i Bromma [3] av kung Gustaf V [6].
- Maj – LO och SAF inleder förhandlingar i Saltsjöbaden.

### Juni
- 9 juni – Aerotransports Fokkerplan "Lappland" störtar strax efter start på Bulltofta flygfält, 12 skadas och en person omkommer.
- 11 juni – Den svenska riksdagens borgerliga majoritet fattar över huvudet på den socialdemokratiska regeringen beslut om förstärkning av det svenska försvaret, vilket får den svenska regeringen att avgå [2]. Grundutbildningstiden ökar från 90 till 150 dagar och Försvarsstaben, överbefälhavarens ledningsorgan i fred, bildas.
- 13 juni – Den borgerliga oppositionen i Sveriges riksdag fäller ett förslag om dyrortsgruppering av de svenska pensionerna [7].
- 15 juni – Den svenska socialdemokratiska regeringen avgår [6] efter de båda händelserna 11 och 13 juni.
- 19 juni
  - I New York vinner Max Schmeling, Tyskland mot Joe Louis, USA på KO i 12:e ronden under kampen om världsmästartiteln i tungviktsboxning, vilket nazisterna i Tyskland hälsar med jubel som ett "bevis för den ariska rasens överlägsenhet över den svarta" [3].
  - Sveriges statsminister Per Albin Hansson avgår och efterträds av Axel Pehrsson-Bramstorp i en ren bondeförbundsregering med mycket smalt parlamentariskt underlag. Denna regering sitter i endast några månader, i avvaktan på höstens val, och kallas för "Semesterregeringen" [2].
  - Salaligan rånar bankbudet Elon Pettersson på avlöningskassan från Strå kalkbruk, varvid han skjuts med flera skott. Detta blir Salaligans sista mord.
- 22 juni – Lantbrukaren Albert Johansson och hans son Thure finner ett bevarat 1300-talslik vid gården Bocksten i Rolfstorp i Halland. Fyndet, som ger en god bild av 1300-talets klädedräkt, ställs ut på Varbergs museum och blir känt som Bockstensmannen.
- 24 juni – Tre medlemmar ur Salaligan, bland annat 28-årige ledaren Sigvard Tuneman, grips efter fem mord [3] som är ouppklarade [2]. Bland annat har de skjutit ner och rånat ett bankbud i trakterna kring Sala, morden har begåtts från 1930 och framåt [6].
- 26 juni – Salaligan arresteras.
- 28 juni – Italiensk-abesinska kriget slut [4].

### Juli
- 13 juli – De spanske politikern José Calvo Sotelo mördas.
- 18 juli – Francisco Franco och andra generaler gör en statskupp mot den nyligen folkvalda vänsterrepublikanska regeringen, och inbördeskrig bryter ut [3]. Kuppen utförs i Spanska Nordafrika [4].
- 20 juli – För första gången i modern tid tänds den olympiska elden på Olympen i Grekland och förs till värdlandet (Tyskland) för de olympiska spelen.
- 24 juli – Carl Milles Orfeusgrupp utanför Konserthuset i Stockholm avtäcks [3].
- 26 juli – Den första kapprodden med kyrkbåtar på Siljan hålls.

### Augusti

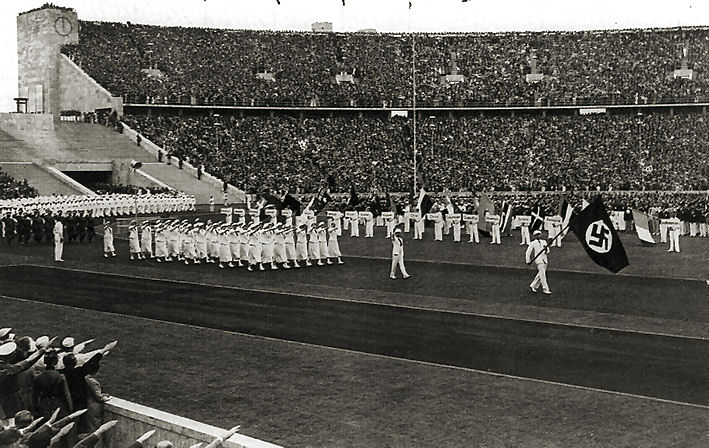
De 9:e olympiska sommarspelen hölls i Berlin.

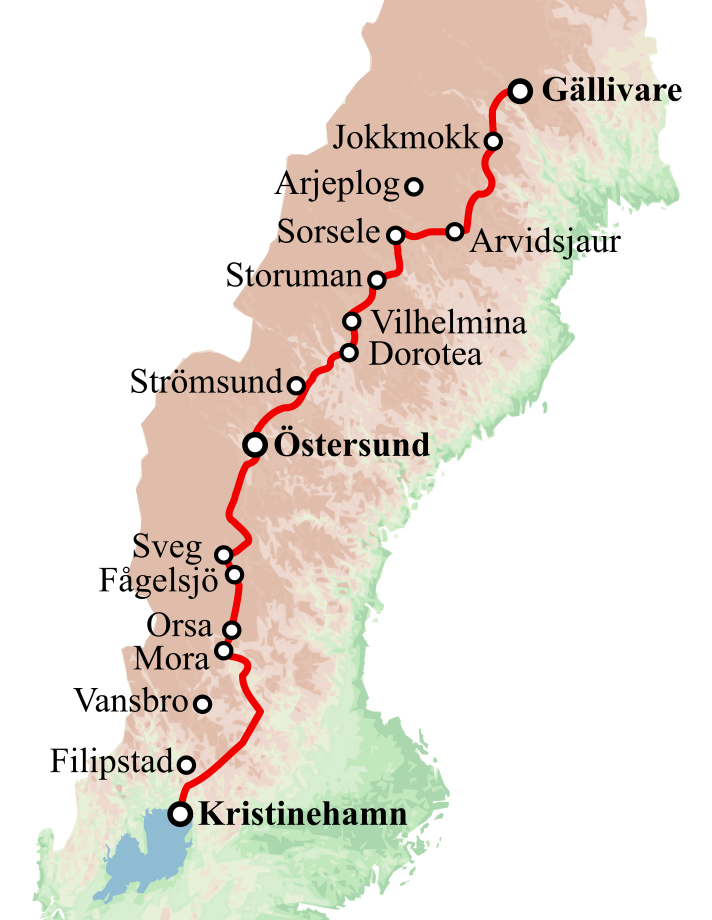
Inlandsbanan

- 1 augusti – De 9:e olympiska sommarspelen öppnas i Berlin [3].
- 4 augusti
  - Sven Hedin håller tal vid Berlin-OS.
  - Japan slår Sverige med 3-2 i fotbollsturneringen vid olympiska sommarspelen i Berlin [1], vilket Sven Jerring refererar med "Japaner, japaner, japaner".
- 15 augusti – Sverige förklarar sig neutralt i spanska inbördeskriget [6] och förklarar sig inte vara bundet av NF:s sanktionsbestämmelser.
- 24 augusti – Under Trotskijprocessen i Sovjetunionen låter Josef Stalin avrätta 16 tidigare höga partifunktionärer [3].

### September
- 13 september – 74 personer omkommer då ett klippblock störtar rakt ner i Loensjön i Norge, och en flodvåg utlöses som spolar bort byarna Bødal och Nesdal [8].
- 20 september – Vid det svenska valet till Andra kammaren får socialdemokraterna 49,5% av rösterna [2]. Nazisterna gör sitt bästa val i Sverige någonsin med 0,7%.
- 28 september – SAP under ledning av Per Albin Hansson bildar koalitionsregering med Bondeförbundet efter socialdemokratiska framgångar i svenska valet [3].
- 29 september – SJ:s generaldirektör Axel Granholm drar samman de sista rälsbitarna på Inlandsbanan [9][10]
- 30 september – Resetävlingen Jorden runt på 20 dagar inleds, tre deltagare tävlar i snabbaste jorden runt resa med kommersiella färdmedel, till 19 oktober

### Oktober
- 22 oktober – I Spanien bildar antifascistiska frivilliga från hela Europa bridgader mot Francisco Franco [3].
- 23 oktober – Tyskland och Italien stöder Francisco Franco med "frivilliga" och vapen [4].
- 24 oktober – Tyskland erkänner det italienska kejsardömet Abessinien [4].
- 25 oktober – Adolf Hitler och Benito Mussolini tillkännager axeln Rom–Berlin.

### November
- 1 november – Militäralliansen Rom–Berlin proklameras [4].

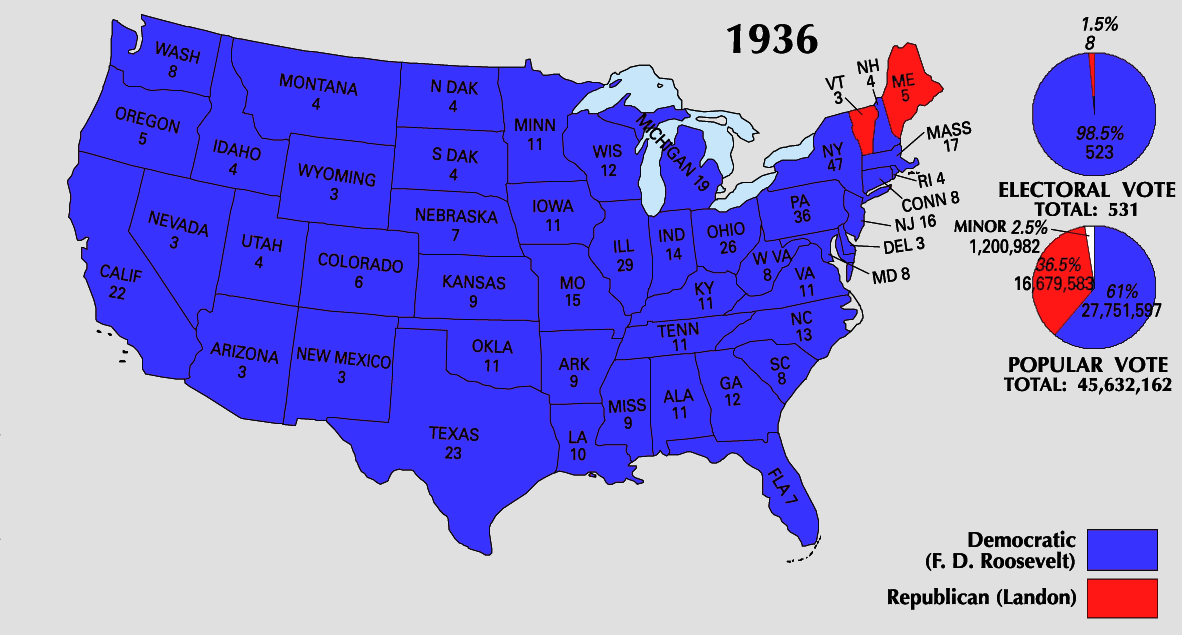
Presidentval i USA.

- 3 november – Demokraten Franklin D. Roosevelt vinner presidentvalet i USA [4] före republikanen Alf Landon.
- 19 november – Birger Furugårds nazistparti Svenska Nationalsocialistiska partiet upplöses. Medlemmarna uppmanas ansluta sig till det av Sven-Olov Lindholm ledda Nationalsocialistiska arbetarpartiet [2].
- 25 november – Adolf Hitler och Benito Mussolini bildar en pakt i Berlin om "gemensamt motstånd mot världskommunismen" [3].
- 28 november – 1937 års psalmbok börjar användas i Sverige [11].
- 30 november – På Evert Taubes initiativ bildas samfundet "Visans vänner" i Sverige [3].

### December
- 8 december – Den svenske journalisten Barbro Alvings (Bang) ögonvittnesskildringar från spanska inbördeskriget börjar publiceras i DN [6].
- 9 december – 14 personer omkommer vid flygolycka i London [8].
- 10 december – Eugene O'Neill från USA blir förste renodlade dramatiker som får Nobelpriset i litteratur [6].
- 11 december – Edvard VIII abdikerar från den brittiska tronen för att kunna gifta sig med den frånskilda amerikanskan Wallis Simpson, då reglerna och parlamentet inte godkänner att han förblir kung, om han gifter sig med henne.[3] Han efterträds samma dag som kung av Storbritannien av sin bror Georg VI.
- 16 december – Hovrätten för övre Norrland invigs i Umeå.
- 21 december – Världens första stollift[12] öppnas, vid Proctor Mountain i Sun Valley i amerikanska Idaho i samband med skidanläggningens invigning.
- 26 december – Filmen Söder om landsvägen med Edvard Persson har premiär på biografen Astoria i Stockholm [6].

### Okänt datum
- Den svenska förenings- och förhandlingsrätten lagfästs, varvid även tjänstemän får lagstadgad förhandlingsrätt.
- Bertil Ohlin ger ut skriften Fri eller dirigerad ekonomi där principerna för socialliberalismen skisseras, vilken i princip innebär den kommande tidens ekonomi i Sverige.
- De första svenska barnrikehusen färdigställs. De är hyreshus för barnfamiljer med små inkomster.
- Den svenska lantarbetstidslagen stiftas och gäller för jord- och trädgårdsbruk där en eller flera arbetare förutom lantbrukarens familj är stadigvarande sysselsatt. Arbetsdagens och -veckans längd inom jord- och trädgårdsbruk regleras i denna lag.
- Den svenske tenoren Jussi Björling slår igenom internationellt som Rodolphe i La Bohème i Wien.
- Höganäs stad får stadsprivilegium.
- Den brittiske ekonomen John Maynard Keynes presenterar i boken The General Theory of Employment, Interest and Money sin teori Keynesianismen. Teorin innehåller bland annat idéer om hur en regering ska dämpa konjunktursvängningar.
- Fastighetsanställdas förbund grundas.
- I Sverige bildas Hembiträdesföreningarnas centralkommitté på initiativ av Hanna Grönvall, ordförande för Stockholms hembiträdesförening.
- Professor Carlström, professor Hjärre, professor Hülphers och professor Wall grundar Sällskapet för veterinärmedicinsk forskning vid ett sammanträde i Stockholm våren 1936.[13][14]
- Lagen om förenings- och förhandlingsrätt i Sverige ger möjligheter för privatanställda tjänstemän att organisera sig [15].
- Premiär för filmen Intermezzo med Ingrid Bergman, Inga Tidblad och Hasse Ekman [16].

## Födda

### Första kvartalet

#### Januari
- 11 januari – Charles Porter, australisk friidrottare. (död 2020)
- 12 januari – Muhammed Sayed, indisk politiker. (död 2016)
- 13 januari – Margareta Henning, svensk skådespelare.
- 22 januari – Clive Derby-Lewis, sydafrikansk politiker. (död 2016)
- 23 januari – Axel Fritz, svensk skådespelare.
- 28 januari
  - Alan Alda, amerikansk skådespelare.
  - Ismail Kadare, albansk författare. (död 2024)
- 30 januari – Rune Zetterström, svensk operasångare. (död 2003)

#### Februari
- 3 februari
  - James Bridges, amerikansk regissör. (död 1993)
  - Lasse Sarri, svensk regissör, manusförfattare och skådespelare. (död 2018)
- 11 februari
  - Per Clemensson, svensk författare. (död 2020)
  - Sigvard Hammar, svensk journalist i press, radio och TV samt programledare. (död 2002)
  - Burt Reynolds, amerikansk skådespelare. (död 2018)
- 18 februari – Jean M. Auel, amerikansk författare.
- 20 februari
  - Roy Beggs, brittisk parlamentsledamot för Ulster Unionist Party.
  - Kerstin Widgren, svensk skådespelare.
- 22 februari – Henny Moan, norsk skådespelare. (död 2024)
- 29 februari
  - Jack R. Lousma, amerikansk astronaut.
  - Ingemar Odlander, svensk journalist. (död 2014)
  - Henri Richard, kanadensisk ishockeyspelare. (död 2020)

#### Mars
- 3 mars – Georg Andersson, svensk socialdemokratisk politiker, kommunikationsminister 1989–1991.
- 4 mars – Jim Clark, brittisk racerförare. (död 1968)
- 5 mars – Dean Stockwell, amerikansk skådespelare. (död 2021)
- 8 mars – Janusz Zakrzeński, polsk skådespelare. (död 2010)
- 10 mars
  - Alfredo Zitarrosa, uruguayansk sångare, trubadur, kompositör, poet, författare och journalist. (död 1989)
  - Sepp Blatter, schweizisk fotbollsfunktionär, president för FIFA 1998–2016.
- 12 mars – Horst Dassler, tysk företagsledare. (död 1987)
- 15 mars – Howard Greenfield, amerikansk textförfattare (Oh Carol, Breaking Up Is Hard To Do). (död 1986)
- 16 mars – Eva Kotamanidou, grekisk skådespelare. (död 2020)
- 17 mars
  - Thomas K. Mattingly, amerikansk astronaut. (död 2023)
  - Åke Nordin, svensk företagsledare, grundare av Fjällräven. (död 2013)
- 18 mars
  - Elisabeth Falk, svensk skådespelare. (död 2021)
  - F.W. de Klerk, sydafrikansk politiker, president 1989–1994. (död 2021)
- 19 mars – Ursula Andress, schweizisk skådespelare.
- 22 mars – Edith Grossman, amerikansk översättare. (död 2023)
- 29 mars – Joseph P. Teasdale, amerikansk demokratisk politiker, guvernör i Missouri 1977–1981. (död 2014)
- 31 mars – Towa Carson, svensk sångare.

### Andra kvartalet

#### April
- 3 april – Karl G Gustafson, svensk skådespelare. (död 2016)
- 9 april
  - Valerie Solanas, amerikansk feminist och författare. (död 1988)
  - Ghassan Kanafani, palestinsk författare, journalist och aktivist. (död 1972)
- 14 april – Akwasi Afrifa, ledare för Ghanas militärjunta 1969–1970. (död 1979)
- 17 april – Henrik Liljegren, svensk diplomat, talskrivare och författare.
- 20 april
  - Monica Ekberg, svensk skådespelare. (död 1965)
  - Arto Sipinen, finländsk arkitekt. (död 2017)
- 23 april – Roy Orbison, amerikansk sångare. (död 1988)
- 28 april – Tariq Aziz, irakisk politiker. (död 2015)
- 29 april – Zubin Mehta, indisk orkesterledare (dirigent) inom klassisk musik.

#### Maj
- 1 maj
  - Erwin Bischofberger, schweizisk-svensk jesuit, professor och författare. (död 2012)
  - Hasse Wallman, svensk kompositör, sångtextförfattare, regissör, manusförfattare, produktionsledare och direktör. (död 2014)
- 2 maj – Engelbert Humperdinck, brittisk musiker.
- 8 maj – James R. Thompson, amerikansk republikansk politiker och jurist, guvernör i Illinois 1977–1991. (död 2020)
- 9 maj – Glenda Jackson, brittisk skådespelare och politiker. (död 2023)
- 12 maj
  - Tom Snyder, amerikansk journalist och TV-programledare. (död 2007)
  - Frank Stella, amerikansk målare. (död 2024)
- 13 maj – Rafael Campos, dominikansk skådespelare. (död 1985)
- 15 maj – Egon Engström, svensk skådespelare. (död 1998)
- 17 maj
  - Dennis Hopper, amerikansk skådespelare och regissör. (död 2010)
  - Lars Gustafsson, svensk författare och filosofiprofessor.[2] (död 2016)
- 21 maj – Günter Blobel, amerikansk läkare, Nobelpristagare i fysiologi eller medicin 1999. (död 2018)
- 27 maj
  - Louis Gossett Jr., amerikansk skådespelare. (död 2024)
  - Birgitta Grönwald, svensk skådespelare.

#### Juni
- 4 juni – Bruce Dern, amerikansk skådespelare.
- 9 juni – Åke Lundqvist, svensk skådespelare. (död 2021)
- 10 juni – Åke Strömmer, svensk sportjournalist. (död 2005)
- 11 juni – Helena Brodin, svensk skådespelare.
- 12 juni
  - Abdel Moneim El-Guindi, egyptisk boxare. (död 2011)
  - Nkem Nwankwo, nigeriansk författare. (död 2001)
- 14 juni – Irmelin Sandman Lilius, finlandssvensk författare.
- 15 juni – William Joseph Levada, amerikansk kardinal. (död 2019)
- 18 juni – Denny Hulme, nyzeeländsk racerförare. (död 1992)
- 23 juni – Kostas Simitis, grekisk regeringschef. (död 2025)
- 25 juni – Birgitta Hofgård, svensk skådespelare.
- 30 juni – Ann Lundgren, svensk skådespelare.

### Tredje kvartalet

#### Juli
- 2 juli – Harry Barnes, brittisk parlamentsledamot för Labour.
- 4 juli – Ralph Abraham, amerikansk matematiker och kaosteoretiker. (död 2024)
- 5 juli – Shirley Knight, amerikansk skådespelare. (död 2020)
- 6 juli – Stellan Olsson, svensk regissör och manusförfattare. (död 2022)
- 7 juli
  - Tord Ganmark, svensk barnskådespelare.
  - Jo Siffert, schweizisk racerförare. (död 1971)
- 10 juli – Anne-Lie Kinnunen, svensk sångare och skådespelare. (död 2010)
- 13 juli
  - Niels Dybeck, svensk skådespelare. (död 2003)
  - Kjell Lönnå, svensk körledare, programledare och kompositör. (död 2022)
- 14 juli – Robert F. Overmyer, amerikansk astronaut. (död 1996)
- 20 juli – Barbara Mikulski, amerikansk demokratisk politiker, senator 1987–2017.
- 24 juli – Ruth Buzzi, amerikansk skådespelare. (död 2025)
- 29 juli – Elizabeth Dole, amerikansk jurist och senator, ordförande för amerikanska Röda Korset.
- 31 juli – Boniface Alexandre, haitisk politiker, president 2004–2006. (död 2022)

#### Augusti
- 1 augusti – Yves Saint-Laurent, fransk modeskapare. (död 2008)
- 10 augusti – Malene Schwartz, dansk skådespelare och teaterdirektör.
- 12 augusti – Kjell Grede, svensk regissör och manusförfattare. (död 2017)
- 18 augusti – Robert Redford, amerikansk skådespelare, regissör och filmproducent.
- 21 augusti – Wilt Chamberlain, amerikansk basketspelare. (död 1999)
- 23 augusti – Henry Lee Lucas, amerikansk mördare. (död 2001)
- 24 augusti – Kenny Guinn, amerikansk republikansk politiker, guvernör i Nevada 1999–2007. (död 2010)
- 29 augusti – John McCain, amerikansk republikansk politiker, senator 1987–2018. (död 2018)

#### September
- 1 september – Valerij Legasov, sovjetisk kärnfysiker. (död 1988)
- 3 september – John Olver, amerikansk demokratisk politiker, kongressledamot 1991–2013. (död 2023)
- 5 september
  - John Danforth, amerikansk advokat och politiker, FN-ambassadör 2004–2005.
  - Alcee Hastings, amerikansk demokratisk politiker och jurist, kongressledamot 1993–2021. (död 2021)
- 7 september – Buddy Holly, amerikansk sångare. (död 1959)
- 9 september – Jerrold Immel, amerikansk kompositör.
- 10 september – Peter Lovesey, brittisk kriminalförfattare. (död 2025)
- 17 september – Rolv Wesenlund, norsk komiker och skådespelare. (död 2013)
- 24 september – Jim Henson, amerikansk dockdesigner, dockspelare, filmproducent, filmregissör och manusförfattare. (död 1990)
- 29 september – Silvio Berlusconi, italiensk politiker, Italiens premiärminister 1994–1995, 2001–2006 och 2008–2011. (död 2023)
- 30 september – Jim Sasser, amerikansk demokratisk politiker och diplomat, senator 1977–1995. (död 2024)

### Fjärde kvartalet

#### Oktober
- 1 oktober – Duncan Edwards, engelsk fotbollsspelare. (död 1958)
- 4 oktober – Christopher Alexander, österrikisk arkitekt. (död 2022)
- 5 oktober – Václav Havel, tjeckisk författare och politiker. (död 2011)
- 6 oktober – Ralph Lundsten, svensk kompositör och kortfilmsregissör. (död 2023)
- 10 oktober
  - Nigel Beard, brittisk parlamentsledamot för Labour. (död 2017)
  - Henk Versnel, nederländsk antikhistoriker. (död 2025)
- 11 oktober – C. Gordon Fullerton, amerikansk astronaut. (död 2013)
- 13 oktober – Donald McHenry, amerikansk diplomat, FN-ambassadör 1979–1981.
- 15 oktober – Kari Rydman, finländsk kompositör.
- 16 oktober – Andrej Tjikatilo, ukrainsk seriemördare. (död 1994)
- 17 oktober – Dave Hobson, amerikansk republikansk politiker, kongressledamot 1991–2009. (död 2024)
- 24 oktober – Bill Wyman, brittisk basist, medlem i Rolling Stones.
- 31 oktober – Michael Landon, amerikansk skådespelare, regissör och sångare. (död 1991)

#### November
- 1 november – Mimmo Wåhlander, svensk skådespelare. (död 1992)
- 3 november – Roy Emerson, australisk tennisspelare.
- 4 november – Didier Ratsiraka, president av Madagaskar 1975–1993 och 1997–2002. (död 2021)
- 8 november – Edward Gibson, amerikansk astronaut.
- 9 november – Bob Graham, amerikansk demokratisk politiker. (död 2024)
- 15 november – Wolf Biermann, tysk vissångare och författare.
- 18 november – Ahmad Yassin, andlig ledare för Hamas. (död 2004)
- 28 november – Gary Hart, amerikansk demokratisk politiker, senator 1975–1987.

#### December
- 4 december – Grace Napolitano, amerikansk demokratisk politiker, kongressledamot 1999–2025.
- 8 december – David Carradine, amerikansk skådespelare, känd från bland annat Kill Bill: Volume 1 och Kill Bill: Volume 2. (död 2009)
- 11 december – Hans van den Broek, nederländsk politiker och diplomat. (död 2025)
- 16 december – Katinka Faragó, svensk scripta och filmproducent. (död 2024)
- 17 december – Tommy Steele, brittisk sångare.
- 25 december
  - Ismail Merchant, indisk filmproducent. (död 2005)
  - Dharam Singh, indisk advokat och politiker (INC). (död 2017)
- 28 december – Jim McDermott, amerikansk demokratisk politiker, kongressledamot 1989–2017.
- 30 december
  - Seela Sella, finländsk skådespelare.
  - Mike Spence, brittisk racerförare. (död 1968)
- 31 december – Siw Malmkvist, svensk schlagersångare och skådespelare.

## Avlidna

### Första kvartalet

#### Januari
- 1 januari – Roger Allin, 87, engelsk-amerikansk politiker, guvernör i North Dakota 1895–1897.
- 9 januari – John Gilbert, 38, amerikansk skådespelare.
- 16 januari – Albert Fish, 65, amerikansk seriemördare, pedofil och kannibal, avrättad.
- 18 januari – Rudyard Kipling, 70, brittisk författare, nobelpristagare.
- 20 januari – Georg V, 70, kung av Storbritannien och Irland.
- 28 januari – Richard A. Loeb, 30, amerikansk brottsling.

#### Februari
- 4 februari – Wilhelm Gustloff, 41, tysk nazistisk politiker.
- 8 februari – Juho Koskimies, 76, finländsk kyrkohistoriker och biskop.
- 12 februari – Ibra Charles Blackwood, 57, amerikansk demokratisk politiker, guvernör i South Carolina 1931–1935.
- 16 februari – Roy D. Chapin, 55, amerikansk biltillverkare och politiker.
- 20 februari
  - Georges Vacher de Lapouge, 81, fransk antropolog.
  - Jean-Jacques Winders, 86, belgisk arkitekt.
- 23 februari – William Adamson, 72, brittisk politiker.
- 25 februari – Arthur Amundsen, 49, norsk gymnast.
- 27 februari
  - Joshua W. Alexander, 84, amerikansk demokratisk politiker, USA:s handelsminister 1919–1921.
  - Ivan Pavlov, 86, rysk fysiolog och psykolog.
- 28 februari – Justus Hagman, 77, svensk skådespelare.

#### Mars
- 4 mars – Ruben Liljefors, 64, svensk tonsättare och dirigent[17].
- 9 mars – Sidney Johnston Catts, 72, amerikansk politiker, guvernör i Florida 1917–1921.
- 10 mars – Harald Andersin, 53, finländsk arkitekt.
- 11 mars – David Beatty, 65, brittisk amiral.
- 13 mars – Gunnar Höjer, 61, svensk gymnast.
- 18 mars – Yrjö Sirola, 60, finländsk kommunistisk politiker.
- 19 mars – Ottilia Adelborg, 80, svensk konstnär och författare.
- 21 mars – Aleksandr Glazunov, 70, rysk kompositör.

### Andra kvartalet

#### April
- 1 april – Jalmari Ruokokoski, 49, finländsk konstnär.
- 2 april
  - William Louis Abbott, 76, amerikansk läkare.
  - Gunnar Klintberg, 65, svensk skådespelare, regissör och manusförfattare.
- 3 april – Bruno Richard Hauptmann, 36, tysk-amerikansk brottsling och mördare (avrättad).[18]
- 7 april – Marilyn Miller, 37, amerikansk skådespelare och dansare.
- 8 april – Robert Bárány, 59, ungersk-svensk läkare, nobelpristagare.
- 11 april – Richard Yates, 75, amerikansk republikansk politiker, guvernör i Illinois 1901–1905.
- 18 april – Ottorino Respighi, 56, italiensk tonsättare.

#### Maj
- 5 maj – Marianne Hainisch, 97, österrikisk feminist och kvinnorättsaktivist.
- 6 maj – Clara Schuch, 56, tysk socialdemokratisk politiker.
- 8 maj – Nils Robert af Ursin, 82, finländsk skolman och politiker.
- 10 maj – Hinke Bergegren, 75, svensk socialistisk agitator.[2]
- 14 maj – Edmund Allenby, 75, brittisk general.
- 16 maj – Julius Schreck, 37, tysk nazist, SS-Oberführer.
- 25 maj – Gustav Holst, 59, brittisk tonsättare.

#### Juni
- 4 juni – Joseph Wellington Byrns, 66, amerikansk demokratisk politiker.
- 14 juni – Hans Poelzig, 67, tysk arkitekt.
- 18 juni – Maksim Gorkij, 68, rysk författare.
- 21 juni – Sophia Bernadotte, 44, svensk friherrinna.

### Tredje kvartalet

#### Juli
- 10 juli – Abraham Berge, 84, norsk politiker, Norges statsminister 1923–1924.
- 13 juli – José Calvo Sotelo, 43, spansk politiker.
- 16 juli – Richard L. Murphy, 60, amerikansk demokratisk politiker, senator 1933–1936.
- 25 juli – Heinrich Rickert, 73, tysk filosof.
- 30 juli – Pontus Artti, 58, finländsk diplomat och journalist.

#### Augusti
- 2 augusti
  - Louis Blériot, 64, fransk flygpionjär.
  - Margaretta Eagar, 72, irländsk barnflicka, verksam i Rysslands kejserliga familj.
- 9 augusti – Otto Kotilainen, 68, finländsk kompositör.
- 15 augusti – Grazia Deledda, 64, italiensk författare, nobelpristagare.
- 19 augusti
  - Federico García Lorca, 38, spansk författare, mördad.
  - Oscar von Sydow, 63, svensk politiker och ämbetsman, Sveriges statsminister 23 februari–13 oktober 1921.
- 23 augusti – Juliette Adam, 99, fransk författare.
- 25 augusti – Grigorij Zinovjev, 52, sovjetisk politiker.
- 31 augusti
  - Ossian Brofeldt, 67, svensk skådespelare och sångare.
  - William F. Whiting, 72, amerikansk republikansk politiker och affärsman, USA:s handelsminister 1928–1929.

#### September
- 2 september – Charles A. Rawson, 69, amerikansk politiker.
- 13 september – Magnus Johnson, 64, svensk-amerikansk politiker.
- 14 september – Irving Thalberg, 37, amerikansk filmproducent.
- 15 september – Svetozar Pribićević, 60, serbisk politiker av kroatisk börd.
- 22 september – Eric J. Serlachius, 52, finländsk jurist och politiker, Finlands justitieminister 1933–1936.
- 24 september – Ivar Arwidsson, 62, svensk zoolog.

### Fjärde kvartalet

#### Oktober
- 2 oktober – J.E. Sunila, 61, finländsk politiker, Finlands statsminister 1927–1928 och 1931–1932.
- 6 oktober – Gyula Gömbös, 49, ungersk militär och politiker, Ungerns premiärminister 1932–1936.
- 22 oktober – James Couzens, 64, kanadensisk-amerikansk affärsman och politiker.
- 24 oktober – Fred Ott, 76, amerikansk skådespelare.
- 30 oktober – Harry Graham, 61, brittisk författare.

#### November
- 2 november – Duan Qirui, 71, kinesisk krigsherre och politiker.
- 5 november – Nathan E. Kendall, 68, amerikansk republikansk politiker, kongressledamot 1909–1913, guvernör i Iowa 1921–1925.
- 19 november – Elijah S. Grammer, 68, amerikansk republikansk politiker och affärsman, senator 1932–1933.
- 20 november
  - José Antonio Primo de Rivera, 33, spansk politiker.
  - Buenaventura Durruti, 40, spansk antifascist.
- 26 november – Max Schreck, 56, tysk skådespelare.
- 27 november – Basil Zaharoff, 87, turkiskfödd grekisk affärsman.
- 30 november – Fred Green, 65, amerikansk republikansk politiker, guvernör i Michigan 1927–1931.

#### December
- 4 december – Oscar Wisting, 65, norsk upptäcktsresande.
- 9 december
  - Juan de la Cierva, 41, spansk flygpionjär.
  - Arvid Lindman, 74, svensk politiker, sjömilitär och industriledare, Sveriges statsminister 1906–1911 och 1928–1930, död i flygolycka.
- 10 december – Luigi Pirandello, 69, italiensk författare, nobelpristagare.
- 20 december – Peter Norbeck, 66, amerikansk republikansk politiker, senator 1921–1936.
- 27 december
  - Hans von Seeckt, 70, tysk militär, generalöverste.
  - Heikki Suolahti, 16, finländsk kompositör.
- 28 december – Nestor Lakoba, 43, sovjetisk politiker.
- 31 december – Miguel de Unamuno, 72, spansk författare och filosof.

## Nobelpris[19]
- Fysik
  - Victor Hess, Österrike
  - Carl D. Anderson, USA
- Kemi – Peter Debye, Nederländerna
- Medicin
  - Sir Henry Dale, Storbritannien
  - Otto Loewi, Österrike
- Litteratur – Eugene O'Neill, USA
- Fred – Carlos Saavedra Lamas, Argentina

### Fotnoter
1. 1 2 3 4 5  100 år med Aftonbladet – 1936, 1999
2. 1 2 3 4 5 6 7 8 9 10  Hundra år i Sverige – 1936, Hans Dahlberg, Albert Bonniers, 1999
3. 1 2 3 4 5 6 7 8 9 10 11 12 13 14 15 16 17 18 19 20 21 22 23  20:e århundrades När Var Hur – 1936, Bernt Himmelstedt, Forum, 1999
4. 1 2 3 4 5 6 7 8 9 10  Faktakalendern 2000 – 1936 (Utlandet) , Semic, 1999
5. ↑  ”Hembiträdesföreningarnas centralkommitté (läst 29 oktober 2010, ny version läst 10 januari 2011)”. https://arkivkatalog.arbark.se/?refkod=288.
6. 1 2 3 4 5 6 7 8  Sverige 1900-talet – 1936, NE, Bra Böcker, 2000
7. ↑  Faktakalendern 2000 – 1936 (Sverige), 1999
8. 1 2  Faktakalendern 1996, Semic, 1995
9. ↑  75 år Sverige, Carl-Adam Nycop, Bra Böcker, 1976, sidan 108 – Inlandsbanan binds samman
10. ↑  http://www.nsd.se/nyheter/hela-inlandsbanan-pa-en-sten-i-kabdalis-4854178.aspx
11. ↑  75 år Sverige, Carl-Adam Nycop, Bra Böcker, 1976, sidan 109 – ny psalmbok i bruk
12. ↑   How Bananas Led to the First Chairlift in the World, SnowBrains /snowbrains.com (läst 3 juli 2025)
13. ↑  Törneke, Karolina. ”Sällskapet för Veterinärmedicinsk Forskning – still going strong”. Svensk Veterinärtidning (nr 16, 2004):  sid. 43–45.
14. ↑  ”Sällskapet för veterinärmedicinsk forskning”. Svenska Dagbladet:  s. 16. 27 maj 1936.
15. ↑  Sverige 1900-talet – Från gåspenna till tangentbord, NE, Bra Böcker, 2000
16. ↑  75 år Sverige, Carl-Adam Nycop, Bra Böcker, 1976, sidan 105 – Så började det för Ingrid Bergman
17. ↑  ”Det hände i dag”. http://webnews.textalk.com/se/calendar.php?id=9747&type=month&ds=20100304&list=true.
18. ↑  100 år med Aftonbladet–1934 (1999)
19. ↑  ”Nobelpriset”. https://www.nobelprize.org/prizes/lists/all-nobel-prizes/. Läst 10 april 2011.